# 普卡爾似隱帶麗魚
普卡爾似隱帶麗魚，為輻鰭魚綱䲁形目麗魚科的其中一種，也是似隱帶麗魚屬的唯一一種；分布於南美洲亞馬遜河流域，體長可達2.7公分，棲息在河川中底層水域，生活習性不明。